# بن یانگر
بن یانگر (انگلیسی: Ben Younger؛ زادهٔ ۷ اکتبر ۱۹۷۲) کارگردان فیلم، تهیه‌کننده فیلم و فیلم‌نامه‌نویس اهل ایالات متحده آمریکا است.
وی کارگردان فیلم‌هایی همچون بهترین و اتاق بخار بوده‌است.